# 圣马科斯 (南里奥格兰德州)
圣马科斯是巴西南里奥格兰德州的一个市镇。总面积263.72平方公里，总人口19641人，人口密度74.5人/平方公里。